# Gmina Wądroże Wielkie
Die Gmina Wądroże Wielkie ist eine Landgemeinde im Powiat Jaworski der Woiwodschaft Niederschlesien in Polen. Ihr Sitz ist gleichnamige Dorf (deutsch Groß Wandriß) mit etwa 620 Einwohnern. Es liegt nordöstlich der Stadt Jawor (Jauer).

## Gliederung
Die Landgemeinde Wądroże Wielkie umfasst ein Gebiet von 89,15 km² mit etwa 3900 Einwohnern. Die Gemeinde besteht aus folgenden Dörfern (deutsche Namen amtlich bis 1945) mit Schulzenämtern:
| - Bielany (Weißenleipe) - Biernatki (Berndorf) - Budziszów Mały (Klein Baudiß) - Budziszów Wielki (Groß Baudiß) - Gądków (Mönchhof) - Granowice (Gränowitz, 1933–1945: Grändorf) | - Jenków (Jenkau) - Kępy (Kampern) - Kosiska (Koiskau) - Mierczyce (Mertschütz) - Pawłowice Wielkie (Pohlwitz) mit Schloss Pohlwitz - Postolice (Poselwitz) | - Rąbienice (Romnitz) - Skała (Skohl) - Sobolew (Zobel) - Wądroże Małe (Klein Wandriß) - Wądroże Wielkie (Groß Wandriß) - Wierzchowice (Würchwitz, 1937–1945: Haselquell) |

## Verkehr
Etwa 1,5 Kilometer nördlich von Wądroże Wielkie verläuft die Autobahn A4. Durch Groß Wandriß führte die Kleinbahn AG Jauer–Maltsch.

## Persönlichkeiten
- Viktor Amadeus Henckel von Donnersmarck (1727–1793), Generalleutnant
- Eduard Lange (1799–1850), Pädagoge, Altphilologe und Autor
- Bolko von Richthofen (1899–1983), Prähistoriker.